# 花乡东桥站
花乡东桥站是一个位于中国北京市丰台区看丹街道巴庄子村，南四环西路与规划张新路交叉口，属于北京地铁房山线的地铁车站。

## 历史
本站工程名为四环路站。2020年8月，北京市规划和自然资源委员会提出房山线北延车站命名预案，对本站的正式站名提出两个方案，分别为花乡东桥站和黄土岗站，2020年10月28日定名为花乡东桥站。
本站开通时只在南四环南侧设置出入口。2021年12月10日首班车起，位于南四环北侧的本站A2出入口启用。

## 结构

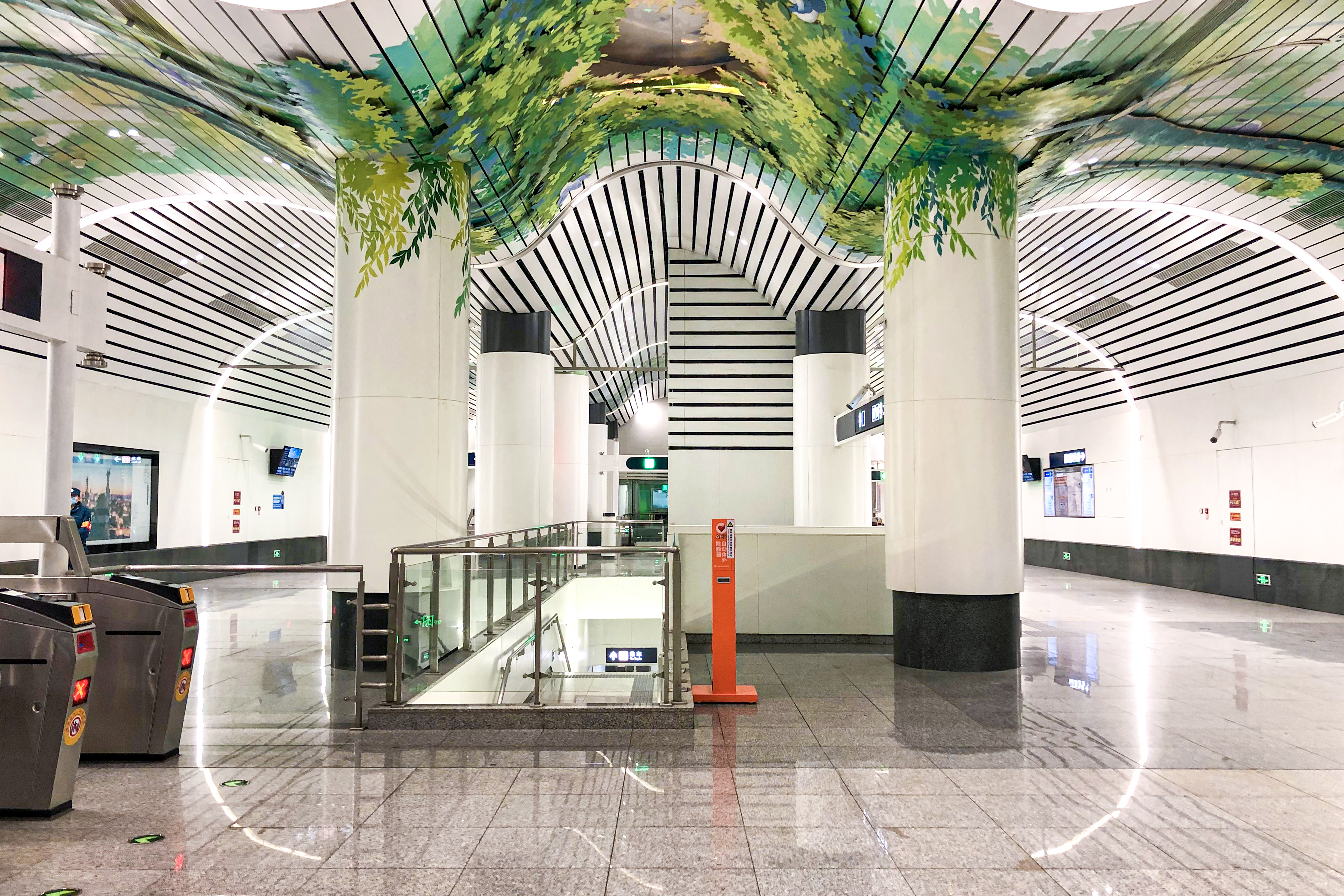
站厅

| 地面 | 出入口             | A-B出入口                        |  |  |
| B1层 | 站厅               | 客务中心、自动售票机、进出站闸机 |  |  |
| B2层 |                    | █ 房山线 往东管头南（首经贸）    |  |  |
|      | 岛式站台，左侧开门 |                                  |  |  |
|      |                    | █ 房山线 往阎村东（白盆窑）      |  |  |

## 出入口
本站开通时仅开通2个出入口，均位于南四环西路南侧，四环路北侧另有一个后续建设的A2口，该出入口因通道需要下穿四环路和诸多管线，施工难度极大，只能采用人工挖掘的方式修建，直至2021年12月10日建成启用，同时这一出入口东侧设有直梯。
此外，本站在丰台航空航天创新中心东侧将设置C出入口，该出入口截至2024年12月已建成但仍未启用。
|                           |                    |                            |      |            |
| 编号                      | 指示               | 建议前往的目的地           | 照片 | 无障碍设施 |
| 出口 · A · 1              | 南四环西路（南侧） |                            |      | 不適用     |
| 出口 · A · 2 · 升降机标志 | 南四环西路（北侧） | 国家法官学院、北京天坛医院 |      |            |
| 出口 · B                  | 南四环西路（南侧） | 丰台南路、花乡奥莱村       |      | 不適用     |
| 出口 · C                  | 智成北街           | （暂未启用）               |      | 不適用     |
| 註： 設有                 |                    |                            |      |            |